# Arnold (priimek)
Arnold je redkejši priimek v Sloveniji, ki ga je po podatkih Statističnega urada Republike Slovenije na dan 1. januarja 2010 uporabljalo 37 oseb in je med vsemi priimki po pogostosti uporabe uvrščen na 9.126. mesto. Pogostejše je osebno ime Arnold.

## Znani nosilci priimka
- Albina Arnold (1922 - ?), igralka
- Stanko Arnold (*1949), slovenski glasbenik
- Valentin Arnold, podjetnik